# Oskar Lindberg

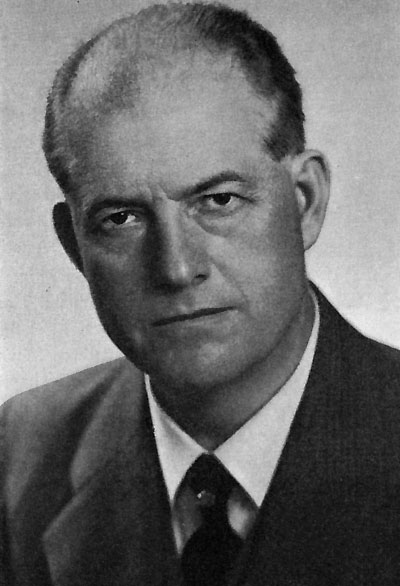
Oskar Lindberg, ca. 1945

Oskar Lindberg (Gagnef, 23 februari 1887 – Stockholm, 10 april 1955) was een Zweeds romantisch-nationalistisch componist en organist. 

## Leven en werk
Lindberg werd vooral bekend omdat hij in 1939 het hymneboek voor de Zweedse Kerk samenstelde. Ook zijn Requiem (1912) neemt een voorname plek in in de Zweedse liturgische geschiedenis. Lindberg schreef in een romantisch idioom, waarin invloeden van zowel componisten als Sergej Rachmaninov en Jean Sibelius als volksmuziek en het impressionisme te horen zijn. 
Lindberg was tevens een prominent muziekdocent aan zowel het Conservatorium in Stockholm als in diverse lokale muziekscholen. Hij was van 1926 tot zijn dood lid van de Zweedse Koninklijke Muziekacademie. In 1932 ontving hij de Zweedse koninklijke onderscheiding Litteris et Artibus. Hij is de oom van jazzmusicus en componist Nils Lindberg.
- Bibliothèque nationale de France: cb13961634k (data)
- Gemeinsame Normdatei: 132862026
- International Standard Name Identifier: 0000 0001 0906 2150
- Library of Congress Control Number: n82066690
- Nationale Bibliotheek van Letland: 000046669
- MusicBrainz: 8e9cdb13-a156-44cc-9a30-3e1c7b605ecc
- Nationale Bibliotheek van Tsjechië: jx20041129006
- Nederlandse Thesaurus van Auteursnamen: 105455822
- Istituto Centrale per il Catalogo Unico: PUVV424650
- LIBRIS: 206936
- SNAC: w6vf09xw
- Système universitaire de documentation: 233569480
- Virtual International Authority File: 59275883
- WorldCat: E39PCjy8JVYFKWQjKD9yfj7jFq